# Inukami!
Inukami! (いぬかみっ!) là một bộ light novel được viết bởi Arisawa Mamizu và minh họa bởi Wakatsuki Kanna. Tác phẩm bắt đầu đăng trên tạp chí số 17 của ASCII Media Works hiện giờ được biết với tên Dengeki hp vào ngày 18 tháng 4 năm 2002. Bốn chương tiếp tục được đăng định kỳ, sau đó được tập hợp thành một cuốn sách. Với 14 cuốn tiểu thuyết chính và hai cuốn thêm được minh họa bởi Matsuzawa Mari đã được xuất bản bởi ASCII Media Works dưới thương hiệu Dengeki Bunko của họ từ ngày 10 tháng 1 năm 2003 đến ngày 10 tháng 12 năm 2008. Cốt truyện xay quanh một nữ thần khuyển tên Yōko và chủ của cô ta là Kawahira Keita cả hai cùng chiến đấu để chống lại các linh hồn chuyên gây rối. Cũng có nhiều nữ thần khác ngoài Yōko đảm nhận các vị trí quan trọng. Tên inukami (いぬかみ) được nói lái từ tên gọi của một sinh vật thần thoại Nhật Bản là inugami (いぬがみ). Việc nói lái này có thể là do inugami thường gây rắc rối nhiều hơn là giúp đỡ và đôi khi có thể sử dụng như một lời nguyền chết chóc.
Bộ tiểu thuyết này cũng đã được chuyển thể thành các phương tiện truyền thông khác nhau. Một chuyển thể manga được thực hiện bởi Matsuzawa Mari đang trên tạp chí truyện tranh dành cho shōnen là Dengeki Comic Gao! của MediaWorks từ tháng 10 năm 2005 đến tháng 2 năm 2008. Seven Seas Entertainment đã được cấp bản quyền phân phối loạt manga này tại thị trường Bắc Mỹ. Tập đầu tiên đã được phát hành tháng 11 năm 2008. Chuyển thể anime gồm 26 tập đã được thực hiện bởi Seven Arcs và phát sóng từ ngày 06 tháng 4 đến ngày 28 tháng 9 năm 2006 trên kênh TV Tokyo tại Nhật Bản. Một chương trình internet radio cùng với một visual novel đã được thực hiện bởi ASCII Media Works, một phim anime đã được trình chiếu tạp các rạp ở Nhật Bản vào tháng 4 năm 2007. Một tập tiểu thuyết khác tên Inukami Special Edition cũng đã được xuất bản như một món quà chỉ cho ai xem phim anime tại rạp.

## Truyền thông

### Light novel
Inukami! là một bộ light novel được viết bởi Arisawa Mamizu và minh họa bởi Wakatsuki Kanna. Nó bắt đầu đăng trên số 17 của tạp chí chuyên về tiểu thuyết Dengeki hp của MediaWorks vào ngày 18 tháng 4 năm 2002. Tập tankōbon dầu đã phát hành vào ngày 10 tháng 1 năm 2003 bởi ASCII Media Works với thương hiệu Dengeki Bunko của họ. Các tập tiểu thuyết này tiếp tục được xuất bản cho đến ngày 10 tháng 12 năm 2008 với 16 tập trong đó 14 tập là cốt truyện chính còn tập 15 có tựa Inukami! EX Wan! và tập 16 có tựa Inukami! EX Wanwan!! là ngoại truyện tập hợp các mẫu truyện ngắn với minh họa được vẽ bởi Matsuzawa Mari cũng là người vẽ loạt manga Inukami!. Một tập tiểu thuyết mang tên Inukami Special Edition được phát hành và phát như một món quà dành riêng cho những ai xem phim anime tại rạp. Một số mẫu truyện ngắn không được tập hợp cũng dược đăng trên Dengeki hp. Mười mẫu truyện ngắn này có thể xem trên wesite chính thức của anime.

### Manga
Chuyển thể manga được vẽ bởi Matsuzawa Mari đăng trên tạp chí truyện tranh Dengeki Comic Gao! từ ngày 27 tháng 10 năm 2005 đến ngày 27 tháng 2 năm 2008 bởi MediaWorks. Một loạt 6 tankōbon đã được xuất bản bởi ASCII Media Works thông qua thương hiệu Dengeki Comics của họ từ ngày 27 tháng 3 năm 2006 đến ngày 27 tháng 5 năm 2008. Một tập các tuyển tập có tựa Inukami! ~Anthology~ đã được ASCII Media Works xuất bản vào ngày 27 tháng 9 năm 2006. Tuyển tập này được thực hiện bởi 16 họa sĩ và mangaka khác nhau. Loạt manga này đã được cấp bản bản quyền phát hành cho Seven Seas Entertainment để phân phối phiên bản tiếng Anh tại thị trường Bắc Mỹ, phiên bản tiếng Anh bán nguyên loạt theo bộ của loạt manga này đã phát hành vào tháng 11 năm 2010.

### Anime
Một chuyển thể anime đã được Seven Arcs thực hiện và đạo diễn bởi Kusakawa Keizō đã phát sóng tại Nhật Bản từ ngày 06 tháng 4 đến ngày 28 tháng 9 năm 2006 với 26 tập. bộ anime này đã phát hành thành 9 hộp DVD cho phiên bản giới hạn từ ngày 09 tháng 8 năm 2006 đến ngày 04 tháng 4 năm 2007 và phiên bản bình thường được phát hành từ ngày 04 tháng 10 năm 2006 đến ngày 06 tháng 6 năm 2007. Hộp DVD đầu tiên chỉ có 2 tập trong khi các hộp còn lại chứa 3 tập. Hong feng Entertainment đã được cấp bản quyền cho bộ anime này với phiên bản DVD phụ đề tiếng Anh phát hành trên mọi khu vực tại Malaysia.

### Internet radio
Một chương trình internet radio có tựa Inukami! Web Radio: Koinu no Jikan (いぬかみっ! Webラジオ こいぬのじかん) đã phát từ ngày 12 tháng 5 năm 2006 đến ngày 25 tháng 5 năm 2007 trên Starchild Net Radio vào thứ sáu hàng tuần. Với 55 chương trình và người dẫn chương trình là Nazuka Kaori (người lồng tiếng cho nhận vật Nadeshiko) cùng Hasegawa Shizuka (lồng tiếng cho nhân vật Tomohane) những người đã lồng tiếng cho anime. Bài hát chủ đề của chương trình là Puppy's clock cũng như sử dụng 3 bài hát chủ đề trong anime là: Hikari sử dụng trong chương trình số 27, Yūjō Monogatari: Danshi (?) Version sử dụng làm bài hát kết thúc của chương trình số 20 và 27, Yūjō Monogatari sử dụng như bài hát kết thúc của tất cả các chương trình còn lại. Chương trình có các khách mời là người đã tham gia vào việc thực hiện anime như: Arisawa Mamizu, Fukuyama Jun, Horie Yui, Morinaga Rika. Một CD có chứa một số chương trình internet radio phát hành vào ngày 24 tháng 1 năm 2007.

### Visual novel
Chuyển thể visual novel có tựa Inukami! feat. Animation và giống như tên của nó các cảnh của nó là hoạt hình với cốt truyện dựa theo light novel. Nó được phát triển bởi ASCII Media Works cho hệ Nintendo DS và được phát hành thông qua thương hiệu DS Dengeki Bunko của Media Works với hai bản giới hạn và bình thường vào ngày 06 tháng 12 năm 2007, phiên bản đặc biệt có đính kèm một drama CD.

### Phim anime
Một phim anime có tựa Inukami! The Movie: Tokumei Reiteki Sōsakan Karina Shirō! (いぬかみっ! THE MOVIE 特命霊的捜査官・仮名史郎っ!) đã được thực hiện bởi Seven Arcs và đạo diễn bởi Kusakawa Keizō. Phim chỉ dài có 25 phút, nó dược chiếu tại các rạp của Nhật Bản vào ngày 21 tháng 4 năm 2007 như một trong ba phim được trình chiếu tại liên hoan phim Dengeki Bunko, hai phim khác là Shakugan no Shana và Kino's Journey. Nó được King Records phát hành thành DVD vào ngày 26 tháng 9 năm 2007.

### Âm nhạc
Bộ anime này có bốn bài hát chủ đề, một bài mở đầu và ba bài kết thúc. Bài hát mở đầu có tên Hikari (ヒカリ) trình bày bởi Horie Yui nó đã được phát hành trong đĩa đơn maxi vào ngày 24 tháng 5 năm 2006. Bài hát kết thúc chính là bài Yūjō Monogatari (友情物語) trình bày bởi nhóm Aice5 cũng đã được phát hành trong đĩa đơn với cả phiên bản đặc biệt và bình thường ngày 24 tháng 5 năm 2006. Bài hát kết thúc của tập 12 là bài Kei no Uta (ケイのうた) trình bày bởi Mizuki Nana và bài hát kết thúc của tập 18 là bài Yūjō Monogatari: Danshi (?) Version (友情物語・男子(?)バージョン) được trình bày bởi Super Zō-sans & Rice5. Album tập hợp các bản nhạc của anime đầu tiên được phát hành ngày 21 tháng 9 năm 2006 và album thứ hai phát hành vào ngày 22 tháng 11 năm 2006.
Bảy album bài hát của các nhân vật đã được phát hành từ ngày 25 tháng 1 đến ngày 23 tháng 8 năm 2006, và một album hợp ca của các nhân vật mang tên Paradiso đã được phát hành vào ngày 21 tháng 12 năm 2006.
| Hikari (ヒカリ)  | Hikari (ヒカリ)                                             | Hikari (ヒカリ) |
| STT              | Nhan đề                                                     | Thời lượng      |
| ---------------- | ----------------------------------------------------------- | --------------- |
| 1.               | "Hikari (ヒカリ)"                                           | 3:49            |
| 2.               | "Farewell rain"                                             | 5:36            |
| 3.               | "Hikari <off vocal version> (ヒカリ ＜off vocal version＞)" | 3:49            |
| 4.               | "Farewell rain ＜off vocal version＞"                       | 5:35            |
| Tổng thời lượng: | Tổng thời lượng:                                            | 18:49           |

| Believe My Love / Yujo Monogatari (Believe My Love/友情物語) | Believe My Love / Yujo Monogatari (Believe My Love/友情物語)             | Believe My Love / Yujo Monogatari (Believe My Love/友情物語) |
| STT                                                          | Nhan đề                                                                  | Thời lượng                                                   |
| ------------------------------------------------------------ | ------------------------------------------------------------------------ | ------------------------------------------------------------ |
| 1.                                                           | "Believe My Love"                                                        | 3:07                                                         |
| 2.                                                           | "Yuujou Monogatari (友情物語)"                                           | 4:12                                                         |
| 3.                                                           | "Believe My Love ＜HYPER TRANCE MIX＞"                                   | 3:20                                                         |
| 4.                                                           | "Believe My Love ＜off vocal version＞"                                  | 3:07                                                         |
| 5.                                                           | "Yuujou Monogatari <off vocal version> (友情物語 ＜off vocal version＞)" | 4:10                                                         |
| Tổng thời lượng:                                             | Tổng thời lượng:                                                         | 17:56                                                        |

| Inukami! Kyou Hashi Kyoku Sono Ichi!? ~Kichijitsu Love Story!??~ (いぬかみっ! 狂走曲 そのいちっ!? ～Kichijitsu Love Story!??～) | Inukami! Kyou Hashi Kyoku Sono Ichi!? ~Kichijitsu Love Story!??~ (いぬかみっ! 狂走曲 そのいちっ!? ～Kichijitsu Love Story!??～) | Inukami! Kyou Hashi Kyoku Sono Ichi!? ~Kichijitsu Love Story!??~ (いぬかみっ! 狂走曲 そのいちっ!? ～Kichijitsu Love Story!??～) |
| STT | Nhan đề | Thời lượng |
| --- | --- | --- |
| 1. | "Ai no Su (愛の巣)" | 2:02 |
| 2. | "Nee ~hayakuu~ ♥ (ねぇ～、早くぅ～♥)"                                                                                           | 1:55 |
| 3. | "Sa~bisu ♥ (さ～びす♥)" | 1:45 |
| 4. | "Youko to Keita no Nichijou 1 (ようこと啓太の日常1)"                                                                            | 0:37 |
| 5. | "Hikari <TV SIZE> (ヒカリ＜TV SIZE＞)"                                                                                          | 1:31 |
| 6. | "Subtitles (サブタイトル)" | 0:07 |
| 7. | "Hisashiburi ja na (久しぶりじゃな)"                                                                                            | 1:47 |
| 8. | "Ato 50 nen ha Ikiru zo (あと50年は生きるぞ)"                                                                                   | 2:05 |
| 9. | "Konoba ha Omakase wo (この場はおまかせを)"                                                                                     | 2:14 |
| 10. | "Go Meirei wo (御命令を)" | 1:38 |
| 11. | "Itsumademo, Zutto (いつまでも、ずっと)"                                                                                        | 2:02 |
| 12. | "Mamoritai no desu (守りたいのです)"                                                                                            | 1:42 |
| 13. | "Nandatte!? (なんだって!?)" | 1:37 |
| 14. | "Youko to Keita no Nichijou 2 (ようこと啓太の日常2)"                                                                            | 0:28 |
| 15. | "Shigoto da (仕事だ)" | 1:41 |
| 16. | "Nanika iru! (何かいるっ!)" | 2:06 |
| 17. | "Iya na Yokan... (イヤな予感…)"                                                                                                 | 2:15 |
| 18. | "Nn? Are? (ん?あれ?)" | 1:36 |
| 19. | "Okashiinaa (おかしいなぁ)" | 1:35 |
| 20. | "Zousan.... (象さん…。)" | 1:49 |
| 21. | "Subesharu! (すぺしゃるっ!)" | 1:50 |
| 22. | "Nanja!? (なんじゃ!?)" | 1:44 |
| 23. | "Mate~! (待て～っ!)" | 1:30 |
| 24. | "Akirame nee zo (あきらめねーぞっ)"                                                                                             | 1:32 |
| 25. | "Taihen da! (たいへんだっ!)" | 1:36 |
| 26. | "Eyecatch B (アイキャッチB)" | 0:06 |
| 27. | "Eyecatch A (アイキャッチA)" | 0:06 |
| 28. | "Minna, Gomen ne (みんな、ごめんね)"                                                                                            | 1:46 |
| 29. | "...Taisetsu na, Inochi desu (…大切な、命です)"                                                                                 | 1:50 |
| 30. | "Youko to Keita no Nichijou 3 (ようこと啓太の日常3)"                                                                            | 0:12 |
| 31. | "Kichijitsu Love Story ~Omoide~ (吉日ラブストーリー ～思い出～)"                                                                | 1:45 |
| 32. | "Kichijitsu Love Story ~Kizuna~ (吉日ラブストーリー ～絆～)"                                                                    | 1:51 |
| 33. | "Kichijitsu Love Story ~Mirai~ (吉日ラブストーリー ～未来～)"                                                                   | 1:41 |
| 34. | "Deaete Yokatta (出逢えて良かった)"                                                                                             | 1:50 |
| 35. | "Youko to Keita no Nichijou 4 (ようこと啓太の日常4)"                                                                            | 0:40 |
| 36. | "Jounetsu Omuraisu ☆ Sweet Corn Soup Soe (情熱オムライス☆スィートコーンスープ添え)"                                             | 4:03 |
| 37. | "Tenchuu! (天誅っ!)" | 1:56 |
| 38. | "Heiwa da (平和だ)" | 1:37 |
| 39. | "Happy End? (ハッピーエンド?)"                                                                                                  | 1:45 |
| 40. | "Ryuuchijou ha Kanben shite! (留置所は勘弁して!)"                                                                               | 2:06 |
| 41. | "Youko to Keita no Nichijou 5 (ようこと啓太の日常5)"                                                                            | 0:22 |
| 42. | "Yuujou Monogatari <TV SIZE> (友情物語＜TV SIZE＞)"                                                                             | 1:31 |
| 43. | "Jikai, Inukami! (次回、いぬかみっ!)"                                                                                           | 0:39 |
| 44. | "Puppy's clock (Bonus Track)"                                                                                                   | 4:10 |
| Tổng thời lượng: | Tổng thời lượng: | 1:00:40 |

| Inukami! Kyou Hashi Kyoku Sono Ni!? ~Zetsubou to no Tatakai?~ (いぬかみっ! 狂走曲 そのにっ!? ～絶望との戦い?～) | Inukami! Kyou Hashi Kyoku Sono Ni!? ~Zetsubou to no Tatakai?~ (いぬかみっ! 狂走曲 そのにっ!? ～絶望との戦い?～) | Inukami! Kyou Hashi Kyoku Sono Ni!? ~Zetsubou to no Tatakai?~ (いぬかみっ! 狂走曲 そのにっ!? ～絶望との戦い?～) |
| STT | Nhan đề | Thời lượng |
| --- | --- | --- |
| 1. | "Hajakenshou (破邪顕正)"                                                                                        | 1:55 |
| 2. | "Kaeru yo, Hasai Seyo! (カエルよ、破砕せよ!)"                                                                   | 2:02 |
| 3. | "Mada, Nanika iru...!? (まだ、なにかいる…!?)"                                                                   | 2:07 |
| 4. | "Machi Nasai, Kei Futotsu! (待ちなさい、啓太っ!)"                                                               | 1:58 |
| 5. | "Satsuriku Time (殺戮ターイム)"                                                                                 | 3:57 |
| 6. | "Fuminijitte Yarouzo... (踏みにじってやろうぞ…)"                                                                | 1:57 |
| 7. | "Tanoshii de Hanaika (楽しいではないか)"                                                                        | 1:52 |
| 8. | "Orega... Kattan Dayo (俺が…勝ったんだよ)"                                                                      | 2:00 |
| 9. | "Inushin Tsukairyuu (犬神使い流)"                                                                               | 1:39 |
| 10. | "Otosan... Gomen ne. (オトサン…ごめんね。)"                                                                     | 3:32 |
| 11. | "Macchosan ga Koron da! (マッチョさんがころんだ!)"                                                              | 3:34 |
| 12. | "Pride to Iuna no Fuku (プライドと言う名の服)"                                                                  | 1:50 |
| 13. | "Taiki yo, Shinfonii wo Kanadeyo! (大気よ、シンフォニーを奏でよ!)"                                              | 1:37 |
| 14. | "Yami no Naka ni Ikiru Mono Tachi yo! (闇の中に生きる者達よ!)"                                                  | 1:35 |
| 15. | "Kaoru to Nadeshiko Sono 1 (薫となでしこ その1)"                                                                | 0:45 |
| 16. | "Yuujou Monogatari Danshi (?) Version (友情物語 男子(?)ヴァージョン)"                                           | 4:07 |
| 17. | "Haja Kekkai Ougi・Gunsen Kekkai (破邪結界奥義・軍扇結界)"                                                      | 1:59 |
| 18. | "Kaoru to Nadeshiko Sono 2 (薫となでしこ その2)"                                                                | 0:22 |
| 19. | "Ohisashiburi buri~♪ (お久しぶりぶり～♪)"                                                                       | 2:38 |
| 20. | "Nadeshiko no Uso (なでしこの嘘)"                                                                               | 3:34 |
| 21. | "Bokuhane... (僕はね…)"                                                                                         | 2:00 |
| 22. | "Kaorusama... (薫様…)"                                                                                          | 1:54 |
| 23. | "Sweet Home～for my family"                                                                                     | 4:59 |
| 24. | "Kare no Naha, Yokoshima Boshi (彼の名は、邪星)"                                                                | 3:29 |
| 25. | "Beni (紅)" | 1:55 |
| 26. | "Rengoku (煉獄)"                                                                                                | 1:56 |
| 27. | "Minna, Arigatou (みんな、ありがとう)"                                                                          | 2:19 |
| 28. | "Happy End ♥ (ハッピーエンド♥)"                                                                                 | 1:45 |
| Tổng thời lượng:                                                                                                | Tổng thời lượng:                                                                                                | 1:05:17 |

| Inukami! Character Collection CD 1 Youko & Keita (いぬかみっ!キャラクターコレクションCD1 ようこ&啓太) | Inukami! Character Collection CD 1 Youko & Keita (いぬかみっ!キャラクターコレクションCD1 ようこ&啓太)                               | Inukami! Character Collection CD 1 Youko & Keita (いぬかみっ!キャラクターコレクションCD1 ようこ&啓太) |
| STT                                                                                                   | Nhan đề | Thời lượng                                                                                            |
| --- | --- | --- |
| 1. | "Chocolate Cake ☆ Sengen (ちょこれーとけーき☆宣言)"                                                                                 | 3:26                                                                                                  |
| 2. | "Inukami! Kyou Hashi Kyoku Dai Ichi Maku Youkoto Keita Hen Korinai Nichijou (いぬかみっ!狂走曲 第一幕 ようこと啓太編 懲りない日常)" | 3:16                                                                                                  |
| 3. | "Youko no Onegai ♥ (ようこのお願い♥)"                                                                                               | 0:50                                                                                                  |
| Tổng thời lượng:                                                                                      | Tổng thời lượng: | 7:32                                                                                                  |

| Inukami! Character Collection CD 2 Nadeshiko & Keita (いぬかみっ!キャラクターコレクションCD2 なでしこ&啓太) | Inukami! Character Collection CD 2 Nadeshiko & Keita (いぬかみっ!キャラクターコレクションCD2 なでしこ&啓太)                            | Inukami! Character Collection CD 2 Nadeshiko & Keita (いぬかみっ!キャラクターコレクションCD2 なでしこ&啓太) |
| STT | Nhan đề | Thời lượng                                                                                                  |
| --- | --- | --- |
| 1. | "Twinkle star" | 3:43 |
| 2. | "Inukami! Kyou Hashi Kyoku Dai Ni Maku Nadeshiko to Keita Hen Aru Hirusagari (いぬかみっ!狂走曲 第二幕 なでしこと啓太編 ある昼下がり)" | 4:13 |
| 3. | "Nadeshiko no Kimochi ♥ (なでしこのキモチ♥)"                                                                                           | 0:27 |
| Tổng thời lượng:                                                                                            | Tổng thời lượng: | 8:23 |

| Inukami! Character Collection CD 3 Tomohane & Keita (いぬかみっ!キャラクターコレクションCD3 ともはね&啓太) | Inukami! Character Collection CD 3 Tomohane & Keita (いぬかみっ!キャラクターコレクションCD3 ともはね&啓太)                                            | Inukami! Character Collection CD 3 Tomohane & Keita (いぬかみっ!キャラクターコレクションCD3 ともはね&啓太) |
| STT | Nhan đề | Thời lượng                                                                                                 |
| --- | --- | --- |
| 1. | "Genki no Shirushi ~Tomohane Ichi Shuukan no Uta~ (元気のしるし ～ともはね一週間のうた～)"                                                            | 3:14 |
| 2. | "Inukami! Kyou Hashi Kyoku Dai San Maku Tomohane to Keita Hen Pokkapoka no Nichiyoubi (いぬかみっ!狂走曲 第三幕 ともはねと啓太編 ぽっかぽかの日曜日)" | 4:05 |
| 3. | "Tomohane no Arigatou Gozaimasu ♥ (ともはねのありがとうございます♥)"                                                                                  | 0:38 |
| Tổng thời lượng:                                                                                           | Tổng thời lượng: | 7:57 |

| Inukami! Character Collection CD 4 Sendan & Keita (いぬかみっ!キャラクターコレクションCD4 せんだん&啓太) | Inukami! Character Collection CD 4 Sendan & Keita (いぬかみっ!キャラクターコレクションCD4 せんだん&啓太)                                                | Inukami! Character Collection CD 4 Sendan & Keita (いぬかみっ!キャラクターコレクションCD4 せんだん&啓太) |
| STT | Nhan đề | Thời lượng                                                                                               |
| --- | --- | --- |
| 1. | "Subete, Ai no Tameni (すべて、愛のために)" | 3:39 |
| 2. | "Inukami! Kyou Hashi Kyoku Dai Yon Maku Sendan to Keita Hen Romantic Afternoon (いぬかみっ!狂走曲 第四幕 せんだんと啓太編 ロマンティック アフタヌーン)" | 3:46 |
| 3. | "Sendan no Dame ♥ (せんだんのダメ♥)" | 0:43 |
| Tổng thời lượng:                                                                                         | Tổng thời lượng: | 8:08 |

| Inukami! Character Collection CD 5 Tayune Igusa & Keita (いぬかみっ!キャラクターコレクションCD5 たゆね いぐさ&啓太) | Inukami! Character Collection CD 5 Tayune Igusa & Keita (いぬかみっ!キャラクターコレクションCD5 たゆね いぐさ&啓太)                                                       | Inukami! Character Collection CD 5 Tayune Igusa & Keita (いぬかみっ!キャラクターコレクションCD5 たゆね いぐさ&啓太) |
| STT | Nhan đề | Thời lượng |
| --- | --- | --- |
| 1. | "INUKAMI 2006" | 3:04 |
| 2. | "Inukami! Kyou Hashi Kyoku Dai go Maku Tayu ne・Igusato Keifuto hen Soreha, Mayonaka Totsuzen ni (いぬかみっ! 狂走曲 第五幕 たゆね・いぐさと啓太編 それは、真夜中突然に)" | 5:26 |
| 3. | "Tayu ne・Igusa no Kore Kara mo Zutto... (たゆね・いぐさのこれからもずっと…)"                                                                                             | 1:41 |
| Tổng thời lượng: | Tổng thời lượng: | 10:11 |

| Inukami! Character Collection CD 6 Imari・Sayoka & Keita (いぬかみっ!キャラクターコレクションCD6 いまり・さよか&啓太) | Inukami! Character Collection CD 6 Imari・Sayoka & Keita (いぬかみっ!キャラクターコレクションCD6 いまり・さよか&啓太)                                               | Inukami! Character Collection CD 6 Imari・Sayoka & Keita (いぬかみっ!キャラクターコレクションCD6 いまり・さよか&啓太) |
| STT | Nhan đề | Thời lượng |
| --- | --- | --- |
| 1. | "Ciao! Ciao! Waracchao☆ (Ciao!Ciao!笑っチャオ☆)" | 3:19 |
| 2. | "Inukami! Kyou Hashi Kyoku Dai Roku Maku Imari Sayoka to Keita Hen Miwaku no Jungle Night (いぬかみっ!狂走曲 第六幕 いまりとさよかと啓太編 魅惑のジャングルナイト)" | 4:59 |
| 3. | "Imari・Sayoka no Futago ga Ichiban ♥ (いまり・さよかの双子がいちばん♥)"                                                                                            | 1:32) |
| Tổng thời lượng: | Tổng thời lượng: | 9:50 |

| Inukami! Character Collection CD 7 Gokyoya Furano Tenso & Keita (いぬかみっ!キャラクターコレクションCD7 ごきょうや フラノ てんそう&啓太) | Inukami! Character Collection CD 7 Gokyoya Furano Tenso & Keita (いぬかみっ!キャラクターコレクションCD7 ごきょうや フラノ てんそう&啓太)                                                            | Inukami! Character Collection CD 7 Gokyoya Furano Tenso & Keita (いぬかみっ!キャラクターコレクションCD7 ごきょうや フラノ てんそう&啓太) |
| STT | Nhan đề | Thời lượng |
| --- | --- | --- |
| 1. | "Just memories" | 4:07 |
| 2. | "Inukami! Kyou Hashi Kyoku Dai Nana Maku Gokyouya・Furano・Tensou to Keita Hen Sunset Clinic @ Shinsatsu Chuu (いぬかみっ!狂走曲 第七幕 ごきょうや・フラノ・てんそうと啓太編 Sunset Clinic@診察中)" | 5:51 |
| 3. | "Gokyouya・Furano・Tensou no Sekushi ~to~ ku ♥ (ごきょうや・フラノ・てんそうのせくし～と～く♥)" | 2:03 |
| Tổng thời lượng: | Tổng thời lượng: | 12:01 |

| Inukami! Character Vocal Album Paradiso (いぬかみっ!キャラクターボーカルアルバム paradiso) | Inukami! Character Vocal Album Paradiso (いぬかみっ!キャラクターボーカルアルバム paradiso)    | Inukami! Character Vocal Album Paradiso (いぬかみっ!キャラクターボーカルアルバム paradiso) |
| STT                                                                                        | Nhan đề                                                                                       | Thời lượng                                                                                 |
| ------------------------------------------------------------------------------------------ | --------------------------------------------------------------------------------------------- | ------------------------------------------------------------------------------------------ |
| 1.                                                                                         | "NEW DAYS!"                                                                                   | 3:46                                                                                       |
| 2.                                                                                         | "Love Love Paradiso"                                                                          | 4:03                                                                                       |
| 3.                                                                                         | "Sonna me de Minaide Kure! (そんな目で見つめないでくれっ!)"                                   | 4:51                                                                                       |
| 4.                                                                                         | "Heart ni Pittanko ♥ (ハートにぴったんこ♥)"                                                   | 4:20                                                                                       |
| 5.                                                                                         | "Inugami Sentai Wonder・Five (犬神戦隊ワンダー・ファイブ)"                                    | 4:08                                                                                       |
| 6.                                                                                         | "Inori (祈り)"                                                                                | 4:37                                                                                       |
| 7.                                                                                         | "All the love I hold inside ~Mamotte Agetai~ (All the love I hold inside ～守ってあげたい～)" | 5:28                                                                                       |
| 8.                                                                                         | "Hyakkaryouran Kurenai no Otome (百花繚乱紅乃乙女)"                                           | 3:50                                                                                       |
| 9.                                                                                         | "Necessary"                                                                                   | 5:37                                                                                       |
| 10.                                                                                        | "Make it Real with Love"                                                                      | 4:29                                                                                       |
| Tổng thời lượng:                                                                           | Tổng thời lượng:                                                                              | 45:09                                                                                      |

Các bản nhạc dùng trong phim anime đã phát hành trong đĩa đính kèm khi phát hành phiên bản DVD của phim.
| Inukami! THE MOVIE Ongaku Shuu (いぬかみっ!THE MOVIE 音楽集) | Inukami! THE MOVIE Ongaku Shuu (いぬかみっ!THE MOVIE 音楽集)                         | Inukami! THE MOVIE Ongaku Shuu (いぬかみっ!THE MOVIE 音楽集) |
| STT                                                          | Nhan đề                                                                              | Thời lượng                                                   |
| ------------------------------------------------------------ | ------------------------------------------------------------------------------------ | ------------------------------------------------------------ |
| 1.                                                           | "Pandora (イメージソング)"                                                           | 4:32                                                         |
| 2.                                                           | "Seigi no Nanoshita ni ~Kamei Shirou no Theme~ (正義の名の下に～仮名史郎のテーマ～)" | 1:56                                                         |
| 3.                                                           | "Yuujou Monogatari ~Minna Version~ (友情物語～みんなヴァージョン～)"                 | 5:23                                                         |
| 4.                                                           | "Kamei yo, Haya Sugiru no de Hanaika...? (仮名よ、早すぎるのではないか…?)"           | 1:47                                                         |
| 5.                                                           | "Ore ga Nanishitatte Iunda~! (俺が何したっていうんだぁ～!)"                          | 2:04                                                         |
| 6.                                                           | "Henshi~n! (へんし～ん!)"                                                            | 0:32                                                         |
| 7.                                                           | "Kakomareta! (囲まれたっ!)"                                                          | 0:48                                                         |
| 8.                                                           | "Kamei Shirou, Mairu! (仮名史郎、参る!)"                                             | 2:12                                                         |
| 9.                                                           | "Kamei Shirou Shokun, Goumi Seyo! (仮名史郎諸君、合身せよ!)"                         | 0:28                                                         |
| 10.                                                          | "Hentaitachi no Tatakai (へんたいたちの戦い)"                                        | 1:52                                                         |
| Tổng thời lượng:                                             | Tổng thời lượng:                                                                     | 21:34                                                        |